# فرا في
فرا في (بالإنجليزية: Fra Fee)‏ هو مغني وممثل ، ولد في 20 مايو 1987 في المملكة المتحدة.

## أعمال

### أفلام
- (2012) البؤساء

## وصلات خارجية
- فرا في على موقع IMDb (الإنجليزية)
- فرا في على موقع ميتاكريتيك (الإنجليزية)
- فرا في على موقع روتن توميتوز (الإنجليزية)
- فرا في على موقع ألو سيني (الفرنسية)
- فرا في على موقع ميوزك برينز (الإنجليزية)
- فرا في على موقع أول موفي (الإنجليزية)
- فرا في على موقع قاعدة بيانات برودواي على الإنترنت (الإنجليزية)
- فرا في على موقع أول ميوزيك (الإنجليزية)
- فرا في على موقع قاعدة بيانات الفيلم (الإنجليزية)
- فرا في على موقع كينوبويسك (الروسية)